# Si no estás (canción de Chayanne)
«Si no estás» es el quinto y penúltimo sencillo del disco No hay imposibles del artista boricua Chayanne, lanzado el 2 de agosto de 2010.

## Información sobre la canción
Fue escrita por los compositores Carlos de Yarza y Carlos Ponce. La canción habla de como se siente una persona cuando no está con aquella a la que ama. "Si no estás, no sé nada de mí, el tiempo retrocede, algo falta, lo siento, me duele" [...] "Pero cuando estás conmigo, vuelvo a ser el mismo, salgo del abismo, toco el cielo y brindo" dicen algunos versos célebres.

## Videoclip
El video oficial fue lanzado a través de su cuenta de Youtube, el 13 de octubre de 2010. Fue dirigido por Gustavo Garzón y fue rodado en Madrid, la capital de España.
Se puede observar a Chayanne en una plaza en el centro de dicha ciudad, buscando con la mirada a su amante. Entonces, se avecina una tormenta: vuelan papel de periódico por doquier, las personas corren por todas partes, buscando un refugio. Algunas se quedan allí, disfrutando de la lluvia, como unos adolescentes y un par de niños, que felices, saltan en los charcos, parejas, también. Además, se intercalan escenas en donde el artista se encuentra en un bar cercano, sentado en una mesa, recordándola, y otras de noche, cerca del metro.

## Otras versiones
- Se hizo una nueva versión de este tema para la serie peruana La AKdemia, que es cantada por su elenco principal: María Grazia Gamarra, Sasha Kapsunov, Nikko Ponce, Ingrid Altamirano, entre otros.